# Lauren Sesselmann
Lauren Marie Sesselmann (Marshfield, Wisconsin, Estados Unidos; 14 de agosto de 1983) es una futbolista canadiense nacida en Estados Unidos. Juega como defensa y actualmente se encuentra sin equipo.

## Trayectoria
En la NCAA Lauren Sesselmann jugó en las Purdue Boilermakers (2001-05). De ahí pasó a la WPSL, donde jugó en el Steel City Sparks (2006) y el F.C. Indiana (2007-08). Tras la creación de la WPS jugó en el Sky Blue F.C. (2009) y el Atlanta Beat (2010-11). 
En 2011, Lauren Sesselmann, de padre canadiense, debutó con la selección de Canadá, con la que ganó un oro en los Juegos Panamericanos de Guadalajara y un bronce en los Juegos Olímpicos de Londres.
Tras la creación de la NWSL ha jugado en el F.C. Kansas City (2013) y a partir de 2014 el Houston Dash. En 2015 jugó el Mundial de Canadá.

## Clubes
| Club              | País           | Año         |
| ----------------- | -------------- | ----------- |
| Steel City Sparks | Estados Unidos | 2004        |
| F.C. Indiana      | Estados Unidos | 2007 - 2008 |
| Sky Blue F.C.     | Estados Unidos | 2009        |
| Atlanta Beat      | Estados Unidos | 2010 - 2011 |
| F.C. Kansas City  | Estados Unidos | 2013        |
| Houston Dash      | Estados Unidos | 2014 - 2015 |

## Palmarés

### Campeonatos nacionales
| Título                      | Club          | País           | Año  |
| --------------------------- | ------------- | -------------- | ---- |
| Women's Professional Soccer | Sky Blue F.C. | Estados Unidos | 2009 |

### Campeonatos internacionales
| Título           | Equipo              | Sede    | Año  |
| ---------------- | ------------------- | ------- | ---- |
| Juegos Olímpicos | Selección de Canadá | Londres | 2012 |